# Hydroporus necopinatus
Hydroporus necopinatus är en skalbaggsart som beskrevs av Hans Fery 1999. Hydroporus necopinatus ingår i släktet Hydroporus och familjen dykare.

## Underarter
Arten delas in i följande underarter:
- H. n. necopinatus
- H. n. robertorum
- H. n. roni